# Шевандины
Шевандины — старинный дворянский род.
Потомство Ивана Шевандина, жалованного «за двадцатилетнюю военную службу, раны и храбрость» «денежным и поместным окладом от царя Алексея Михайловича». Род записан в VI часть родословной книги Смоленской губернии.

## Описание герба
Щит разделен горизонтально надвое, в верхней части, в правом красном поле, изображен золотой лук со стрелой, острием к левому нижнему углу обращенной, в левом голубом поле положены крестообразно серебряная шпага, сабля и копье. В нижней части, в золотом поле, находится красного цвета крепость.
На щите дворянский коронованный шлем. Нашлемник: три страусовых пера. Намёт на щите голубой и красный, подложенный золотом. Герб рода Шевандиных внесен в Часть 8 Общего гербовника дворянских родов Всероссийской империи, стр. 100.